# Emil Vladimirovici Loteanu
Emil Vladimirovici Loteanu (in russo Эмиль Владимирович Лотяну?) (Clocușna, 6 novembre 1936 – Mosca, 18 aprile 2003) è stato un regista moldavo, dal 1952 cittadino sovietico e dal 1991 cittadino moldavo.

## Biografia
Ha diretto quattordici film; tra le sue opere principali I lautari (1972) e Anche gli zingari vanno in cielo (1976), pellicole che hanno avuto una buona circolazione anche fuori dall'Unione Sovietica.

## Filmografia

### Regista

#### Cinema
- Bol'šaja gora - documentario (1959)
- Freska na belom (1967)
- Ėto mgnovenie (1968)
- Akademik Tarasevič (1970)
- Ėcho gorjačeh doliny (1974)
- Skorlupa (1993)

### Regista e sceneggiatore

#### Cinema
- Žil-byl malčik (1960)
- Ždite nas na rassvete (1964)
- Krasnye poljany (1966)
- I lautari (Lăutarii) (1972)
- Anche gli zingari vanno in cielo (Tabor uchodit v nebo) (1976)
- La mia tenera e gentile bestia (Moj laskovyj i nežnyj zver) (1978)

#### Televisione
- Anna Pavlova - serie TV (1983)
- Luceafarul - film TV (1987)

### Sceneggiatore
- Vdvoëm na grani vremeni, regia di Davit Natsvlishvili (1989)